# Січна (річка)
Сі́чна — річка в Україні, у межах Мостиського району Львівської області. Ліва притока Вишні (басейн Вісли).

## Етимологія назви
Січня (літоп. Сѣчница) — назва від сѣча «місце у лісі, де вирубаний ліс».

## Опис
Довжина 25 км, площа басейну 247 км². Похил річки 3,4 м/км. Річище слабозвивисте, дно переважно мулисте. Є ставки (найбільший біля с. Крукеничів).

## Розташування
Січня бере початок у лісі на північному сході від села Верхівців. Тече спочатку на північний схід, у селі Крукеничі повертає на північний захід, згодом на північ. Впадає у Вишню на північно-східній околиці села Годині. 
Витоки Січні розташовані на північних схилах Головного європейського вододілу. Річка протікає у межах Сянсько-Дністровської вододільної рівнини. 
Найбільші притоки: Трощанка (Зелений) (ліва); Сікониця (права). 
На Січні розташоване місто Мостиська, через що її екологічний стан вкрай незадовільний.